# Alejandro de los Santos
Alejandro de los Santos – argentyński piłkarz grający na pozycji napastnika.
Początkowo de los Santos grał w klubie Sportivo Dock Sud, skąd przeniósł się do Club El Porvenir. Jako gracz klubu El Porvenir wziął udział w turnieju Copa América 1925, gdzie Argentyna zdobyła mistrzostwo Ameryki Południowej. De los Santos zagrał w ostatnim meczu turnieju z Brazylią. Później de los Santos przeniósł się do klubu CA Huracán. W reprezentacji Argentyny w latach 1922–1925 rozegrał łącznie 5 meczów.
De los Santos był pierwszym i jak dotąd jedynym w pełni czarnoskórym piłkarzem w reprezentacji Argentyny.